# Xanana Gusmão

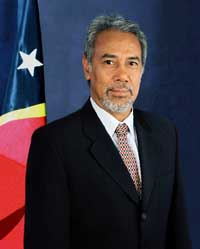
Ritratto ufficiale del Primo ministro nel 2002.

Xanana Gusmão, all'anagrafe Kay Rala Xanana Gusmão (IPA: [kaj ˈɾalɐ ʃɐˈnɐnɐ ɣuʒˈmɐ̃w̃]), nato José Alexandre Gusmão (IPA: [ʒuˈzɛ ɐlɨˈʃɐ̃dɾɨ ɣuʒˈmɐ̃w̃]) (Manatuto, 20 giugno 1946), è un politico est-timorese, attuale Primo ministro di Timor Est. Precedentemente ha ricoperto l’incarico di Presidente della Repubblica Democratica di Timor Est dal 2002 al 2007 e, ancora, di Primo ministro dal 2007 al 2015.

## Biografia
Nato in una famiglia meticcia, compì gli studi nelle scuole gesuite di Dili. Nel 1975 entrò nel FRETILIN, l'organizzazione impegnata nella lotta per l'indipendenza dal Portogallo. Nel 1976 l'Indonesia invase Timor Est, definendola propria provincia. Nel 1981, dopo una lunga serie d'insuccessi da parte della resistenza est-timorese contro l'occupazione indonesiana, Xanana Gusmão venne nominato capo dell'esercito clandestino di Timor Est che conduceva la guerriglia contro gli indonesiani.
È stato il primo Presidente della Repubblica Democratica di Timor Est dal 20 maggio 2002 al 20 maggio 2007, e successivamente è stato Primo ministro dall'8 agosto 2007 al 16 febbraio 2015. È uno dei padri dell'indipendenza del suo paese, nonché un cattolico devoto.